# Crepidula coquimbensis
Crepidula coquimbensis is een slakkensoort uit de familie van de Calyptraeidae. De wetenschappelijke naam van de soort is voor het eerst geldig gepubliceerd in 1996 door Brown & Olivares.